# Narella parva
Narella parva is een zachte koraalsoort uit de familie Primnoidae. De koraalsoort komt uit het geslacht Narella. Narella parva werd in 1906 voor het eerst wetenschappelijk beschreven door Versluys. 